# Sh2-106
Pour les articles homonymes, voir Nébuleuse et Ange (homonymie).
Région HII
Sh2-106 ou Sharpless 2-106 ou S106 ou Celestial Snow Angel ou nébuleuse de l'Ange des neiges céleste est une nébuleuse en émission, nébuleuse bipolaire, région HII et une zone de formation d'étoiles située à environ ∼ 2 000 a.l. (∼ 613 pc) de la Terre, dans la constellation du Cygne, du bras d'Orion de la Voie lactée.

## Présentation
Au centre de cette nébuleuse spectaculaire se situe S106 IRS 4 (ou S106 IR), une protoétoile jeune et massive qui émet des jets bipolaires de gaz chaud à partir de ses pôles, ce qui donne sa forme à cette nébuleuse bipolaire en forme d'ange qui semble déployer ses ailes neigeuses, modelées par un puissant vent stellaire, sur une envergure d'environ 2 années-lumière.

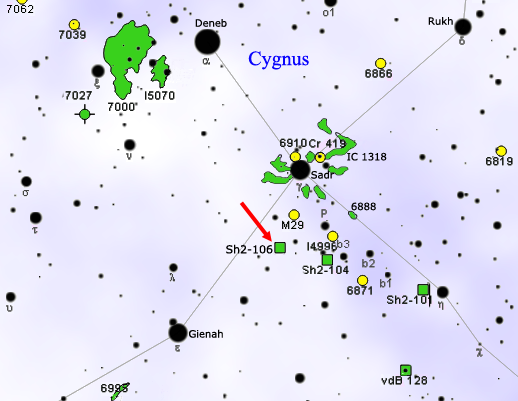
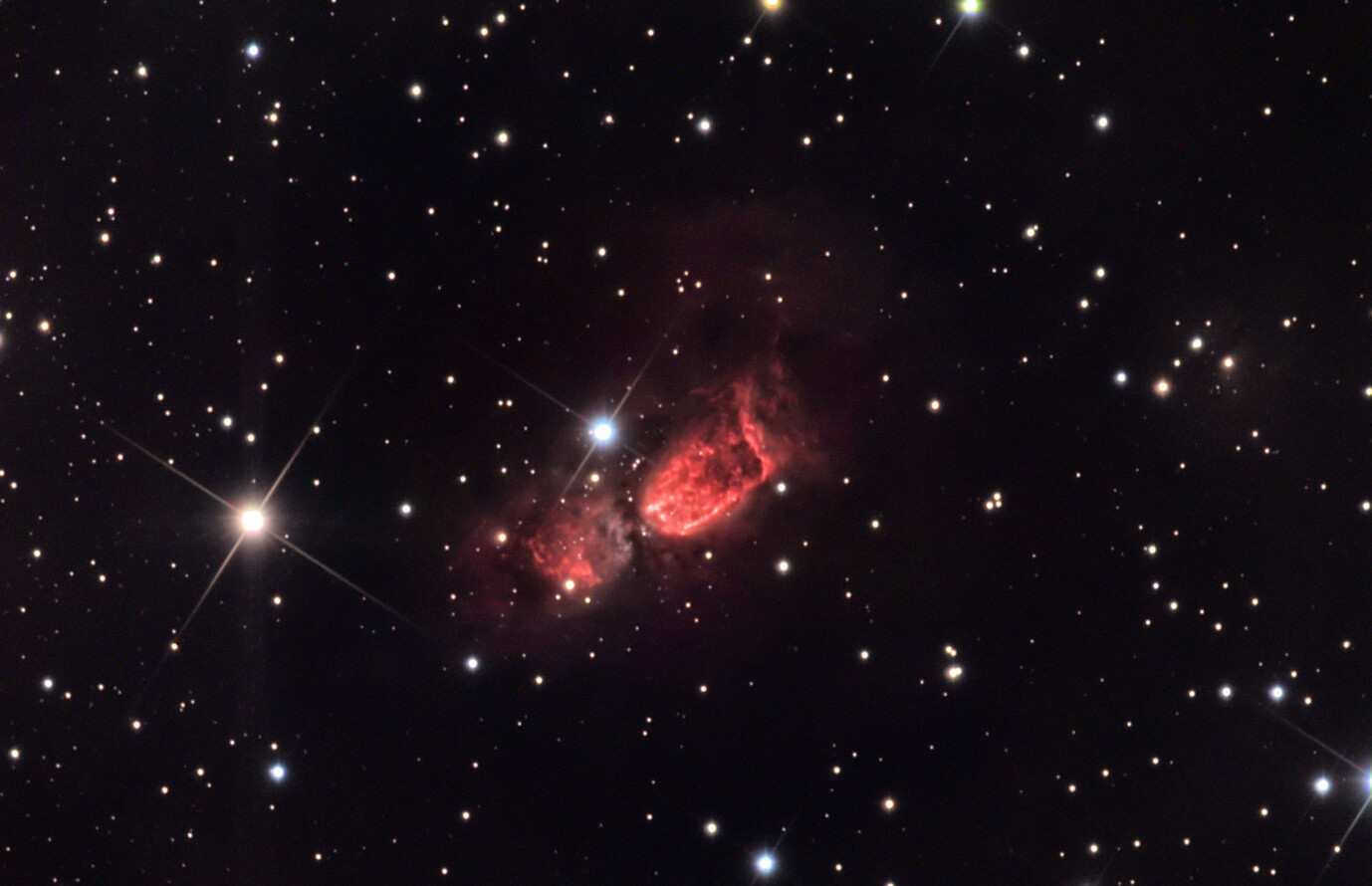
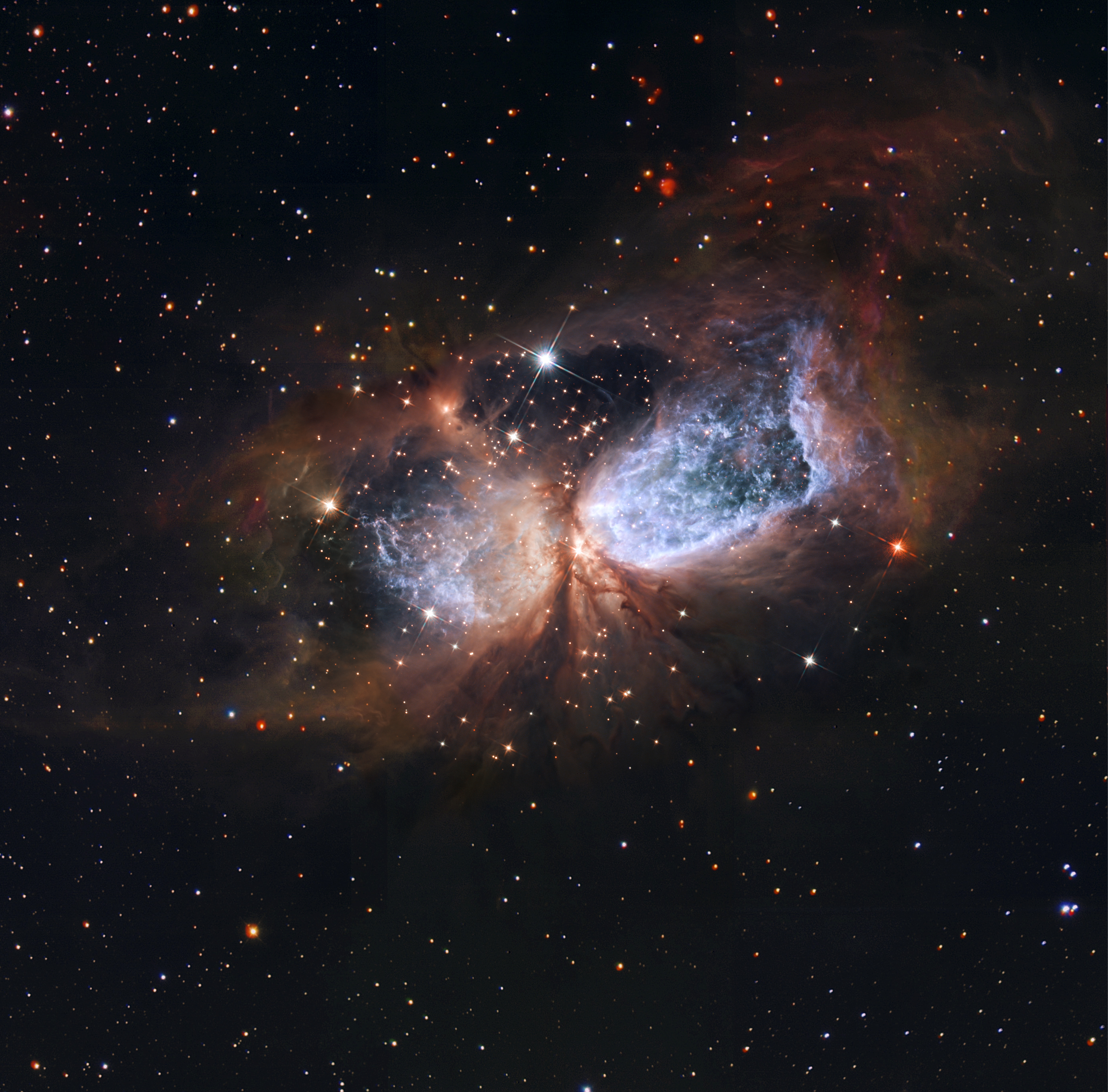

## Étoile centrale
S106 IRS 4 (ou S106 IR) fait environ 15 masses solaires et ne se serait formée qu'il y a environ 100 000 ans. Avec une température de surface estimée à environ 37 000 kelvins, elle est classifiée comme étant une étoile de classe spectrale 08. Avec les forts vents stellaires à ses pôles, qui soufflent à environ 100 km/s, elle perd environ 10−6 M☉ par année.
Plusieurs centaines de protoétoiles et de naines brunes seraient en cours de formation dans cette région de formation d'étoiles.